# Deropeltis impressa
Deropeltis impressa är en kackerlacksart som beskrevs av Karlis Princis 1966. Deropeltis impressa ingår i släktet Deropeltis och familjen storkackerlackor.
Artens utbredningsområde är Kenya. Inga underarter finns listade i Catalogue of Life.